# Lên kế hoạch cho cuộc tấn công ngày 11 tháng 9
Vào ngày 11 tháng 9 năm 2001, 19 tên không tặc Hồi giáo đã kiểm soát bốn máy bay thương mại và sử dụng chúng làm vũ khí tự sát trong một loạt bốn hành động khủng bố phối hợp nhằm tấn công Trung tâm Thương mại Thế giới ở Thành phố New York, Lầu Năm Góc ở Quận Arlington, Virginia, và một mục tiêu bổ sung ở Washington, DC. Hai chiếc máy bay đã đâm trúng Trung tâm Thương mại Thế giới trong khi chiếc thứ ba đâm trúng Lầu Năm Góc. Một chiếc máy bay thứ tư không bao giờ đến mục tiêu của nó, bị rơi xuống một cánh đồng ở Pennsylvania sau một cuộc nổi dậy của hành khách. Mục tiêu dự kiến được cho là là Điện Capitol Hoa Kỳ hoặc Nhà Trắng. Kết quả là 2.977 nạn nhân thiệt mạng, đây là cuộc tấn công nước ngoài đẫm máu nhất trên đất Mỹ, vượt quá cuộc tấn công bất ngờ của Nhật Bản vào Trân Châu Cảng ở Honolulu, Hawaii vào ngày 7 tháng 12 năm 1941, giết chết 2.335 thành viên của Lực lượng Vũ trang Hoa Kỳ và 68 thường dân. Chương trình được al-Qaeda lên kế hoạch cẩn thận, và đã cử 19 kẻ khủng bố chiếm các máy bay Boeing 757 và Boeing 767, do American Airlines và United Airlines khai thác.

## Bối cảnh
Nguồn gốc của Al-Qaeda bắt đầu từ năm 1979 khi Liên Xô xâm lược Afghanistan. Ngay sau cuộc xâm lược, Osama bin Laden đã đến Afghanistan và giúp tổ chức các mujahideen Ả Rập. Cùng với Abdullah Azzam, một người Palestine-Jordan có ảnh hưởng đến bin Laden, họ thành lập Maktab al-Khidamat (MAK) vào năm 1984, để hỗ trợ cho các mujahideen Ả Rập tham gia thánh chiến ở Afghanistan.
Vào cuối những năm 1980, Liên Xô đã rút lui trong thất bại. Bin Laden và Azzam đã thảo luận về tương lai của MAK và những việc cần làm với lực lượng mujahideen đã gây dựng. Bin Laden và Azzam đều muốn sử dụng lực lượng này như một "lực lượng phản ứng nhanh" để bảo vệ những người Hồi giáo bị áp bức trên khắp thế giới. Bin Laden muốn đào tạo các chiến binh thánh chiến trong chiến thuật khủng bố, trong khi Azzam đã phản đối với cách tiếp cận này, phát hành một fatwa nói rằng nó sẽ vi phạm luật Hồi giáo. Azzam nhắc lại lệnh hadith ra lệnh cho người Hồi giáo không được giết bất kỳ phụ nữ hoặc trẻ em nào.
Vào tháng 11 năm 1989, ngay sau khi bin Laden và Azzam chia rẽ, Azzam bị giết ở Peshawar, Pakistan. Azzam và hai con trai của ông đang du hành đến Jummah (cầu nguyện thứ Sáu) thì một quả bom kích hoạt điều khiển từ xa phát nổ và giết chết họ. Người ta không biết chắc chắn bin Laden có đứng đằng sau vụ này hay không, nhưng điều này khó xảy ra. Tuy nhiên, bin Laden được tự do kiểm soát hoàn toàn MAK, tạo cơ sở cho al-Qaeda. Dưới sự hướng dẫn của Tiến sĩ Ayman al-Zawahiri, bin Laden trở nên cực đoan hơn.
Năm 1991, bin Laden chuyển đến Sudan, tại đó bin Laden chỉ huy các hoạt động ở Đông Phi, bao gồm cả cuộc tấn công năm 1993 vào quân đội Mỹ tại Mogadishu ở Somalia. Dưới áp lực quốc tế, người Sudan đã buộc bin Laden phải rời khỏi Sudan vào năm 1996, và quay trở lại Afghanistan.

### Hệ tư tưởng
Cuộc xâm lược Kuwait của Iraq vào năm 1990 đánh dấu một thời điểm mà bin Laden hướng sự chú ý của mình về phía Hoa Kỳ. Ông mạnh mẽ kêu gọi chế độ Ả Rập Xê Út không tiếp nhận 500.000 binh sĩ Mỹ, thay vào đó ủng hộ việc sử dụng lực lượng mujaheddin để lật đổ người Iraq. Bin Laden phản đối mạnh mẽ sự tiếp tục hiện diện của binh lính Mỹ ở Ả Rập Xê Út. Ông giải thích Nhà tiên tri Muhammad cấm "sự hiện diện thường xuyên của những kẻ ngoại đạo ở Ả Rập". Điều này đã khiến bin Laden tấn công các mục tiêu quân sự của Mỹ ở Ả Rập Saudi. Ngoài ra, ngày được chọn cho vụ đánh bom đại sứ quán Kenya năm 1998 (ngày 7 tháng 8), là 8 năm kể từ ngày quân đội Mỹ được gửi đến Ả Rập Xê Út.
Bin Laden cũng tuyên bố rằng ông ta coi Nhà Saud (hoàng gia Ả Rập Xê Út) là những kẻ bội đạo. Trong Hồi giáo, tội bội đạo được đưa ra đối với những người Hồi giáo đã trở thành những người không có tín ngưỡng và từ chối Hồi giáo. Bin Laden cũng phản đối liên minh của Hoa Kỳ với các chính phủ Kuwait, Jordan và Ai Cập.
Ông xem người Israel là những kẻ ngoại đạo không được chào đón ở "vùng đất Hồi giáo". Ông phản đối chính sách đối ngoại của Hoa Kỳ trong quan hệ với Israel. Ông lưu ý rằng các nhân vật chủ chốt Madeleine Albright, Sandy Berger và William Cohen, tất cả đều là người Do Thái, đã "thúc đẩy chính sách thân Israel chắc chắn của Washington" trong chính quyền Clinton.

### Fatwa
Năm 1996, bin Laden đã ban hành một lời kêu gọi quân đội Mỹ rời khỏi Ả Rập Saudi. Trong Hồi giáo, một fatwa chỉ có thể được đưa ra bởi một học giả Hồi giáo; tuy nhiên, Osama bin Laden là một chiến binh chính trị đã sử dụng đạo Hồi để thúc đẩy các chiến binh của mình. Vụ đánh bom vào Đại sứ quán Hoa Kỳ năm 1998 đánh dấu một bước ngoặt, khi bin Laden có ý định tấn công Hoa Kỳ  Bin Laden đã đưa ra một lệnh khác vào tháng 2 năm 1998, cùng với Ayman al Zawahiri, tuyên chiến chống lại Hoa Kỳ. Bin Laden tuyên bố "Chúng ta không cần phải phân biệt quân sự hay dân sự. Theo như chúng tôi được biết, họ [người Mỹ] đều là mục tiêu. " Bin Laden viện dẫn những bất bình bao gồm sự hiện diện của những kẻ ngoại đạo (binh lính) Mỹ ở thánh địa Ả Rập Saudi, nỗi đau khổ của người dân Iraq do các lệnh trừng phạt áp đặt sau Chiến tranh vùng Vịnh Ba Tư, và sự hỗ trợ của Mỹ đối với Israel. Trong cuộc phỏng vấn vào tháng 12 năm 1999 với Rahimullah Yusufzai, bin Laden đã nhắc lại tư tưởng của mình và phản đối sự hiện diện quân sự của Mỹ ở Ả Rập Xê Út. Ông tuyên bố rằng Hoa Kỳ "ở quá gần Mecca", mà ông coi là một hành động khiêu khích đối với toàn bộ thế giới Hồi giáo. Ông cũng tin rằng Israel "đang giết và trừng phạt người Palestine bằng tiền của Mỹ và vũ khí của Mỹ."